# انجذاب كهربائي
الانجذاب الكهربائي أو ما يعرف بالانجذاب الغلفاني، هي عبارة عن التيار أو المجال الكهربائي الذي يسبب الحركة التي توجه خلايا الكائنات الحية. يمكن لمجموعة متنوعة من الخلايا البيولوجية أن تستشعر وتتبع المجالات الكهربائية (التيار المباشر) بشكل طبيعي. وتنشأ هذه المجالات الكهربائية بشكل طبيعي في الأنسجة البيولوجية أثناء التطور والشفاء.

## تاريخ الاكتشاف
في عام 1889، قام عالم الفسيولوجيا الألماني ماكس فيرفورن بتطبيق تيار مباشر منخفض المستوى على خليط من الأنواع البكتيرية ولاحظ أن بعضها يتحرك نحو الأنود (المصعد، ذات الإشارة السالبة) وانتقل البعض الآخر إلى الكاثود (المهبط، ذات الإشارة الموجبة). بعد ذلك بعامين، في عام 1891، قدم عالم الميكروسكوب البلجيكي أي. ديناير أول تقرير معروف عن خلايا الفقاريات التي تهاجر بشكل مباشر في تيار مباشر، وصاغها باسم الانجذاب الغلفاني. استخدم دينور خلية من الزنك (الأنود) والنحاس (الكاثود)  لتطبيق تيار مستمر على تجويف بطن الضفدع عبر زوج من أقطاب البلاتين. وجد أن الكريات البيض الالتهابية تتجمع في الأنود. منذ هذه الدراسات الرائدة، ثبت أن مجموعة متنوعة من أنواع الخلايا والكائنات الحية المختلفة تستجيب للمجالات الكهربائية.